# Margarete Haaß-Wiesegart
Margarete Hermine Haaß-Wiesegart ist Verhaltenstherapeutin und systemische Paar- und Familientherapeutin. Sie ist Mitglied im Council der International Federation for Psychotherapy und Gründungsmitglied und Ehrenpräsidentin der Deutsch-Chinesischen Akademie für Psychotherapie.

## Werdegang
Haaß-Wiesegart kam 1976 bis 1978 und 1982/1983 als Stipendiatin des DAAD an die Peking-Universität. Aus diesen Aufenthalten entwickelte sich eine Zusammenarbeit mit chinesischen Psychologen und Psychiatern. Um der geringen Beachtung der Psychotherapie in der klinischen Praxis in China und dem Mangel an Fachpersonal zu begegnen, rief sie mit Professor Wan Wenpeng, dem damaligen Vizepräsidenten der Psychiatrischen Klinik in Kunming, ein Ausbildungsprogramm ins Leben. 1988 fand in Kunming das erste Deutsch-Chinesische Symposium für Psychotherapie statt. Weitere Veranstaltungen folgten 1990 in Qingdao und 1994 in Hangzhou. Nahezu alle großen psychiatrischen Einrichtungen des Landes nahmen mit Vertretern daran teil.
1995 war sie Gründungsmitglied der Deutsch chinesischen Akademie für Psychotherapie (DCAP), deren Präsidentin sie 14 Jahre war. Seit 2010 ist sie Ehrenpräsidentin der DCAP.
Als Präsidentin der DCAP organisierte sie mit Prof. Wan Wenpeng das erste mehrjährige Ausbildungsprogramm in China in Verhaltenstherapie, Systemischer Familientherapie und psychoanalytischer Therapie.
Bis heute wurden in den deutsch-chinesischen Ausbildungsprogrammen (Zhong De Ban, Chinesisch Deutsche Klasse) über 1200 chinesische Psychiater und Psychologen in verschiedenen Therapieschulen ausgebildet. Es kamen über 110 deutsche Lehrtherapeuten über die Programme und Kongresse nach China. Aus dieser deutsch-chinesischen Zusammenarbeit haben sich Studienaufenthalte chinesischer Psychologen und Ärzte in Deutschland, Langzeitdozenturen deutscher Lehrtherapeuten in China und chinesisch deutsche Forschungskooperationen ergeben. Im Rahmen ihres Engagements in der DCAP war sie Mitorganisatorin verschiedener Kongresse in China und Deutschland.
Auf Grund ihres jahrelangen Engagements ist die Entwicklung von Psychotherapie in China mit ihrem Namen verbunden.

## Ehrungen
- 2009: Preis der China Association for Mental Health und Shanghai Jiaotong Universität für den außergewöhnlichen Beitrag zur Entwicklung der Psychotherapie in China
- 2011: Verdienstkreuz am Bande der Bundesrepublik Deutschland[2]

## Schriften
- mit Fritz B. Simon, Zhao Xudong:  »Zhong De Ban« oder Wie die Psychotherapie nach China kam. Geschichte und Analyse eines interkulturellen Abenteuers. Auer, Heidelberg 2011, ISBN 978-3-89670-791-8.